# Юрьенен, Сергей Сергеевич
Юрьене́н, Серге́й Серге́евич  (род. 21 января 1948, Франкфурт-на-Одере, Советская зона оккупации Германии) — прозаик, переводчик, журналист, издатель. В прошлом автор и ведущий программ «Радио Свобода».

## Биография

### Ранние годы
Родился во Франкфурте-на-Одере через неделю после того, как там погиб его отец Сергей Александрович Юрьенен, выпускник Ленинградского института водного транспорта и техник-лейтенант Группы Советских войск в Германии. Мать, Любовь Александровна Москвичёва, угнанная немцами из Таганрога, 4 года провела в трудовом лагере в Вестфалии (см. книгу «Германия, рассказанная сыну»). Дед — ленинградский архитектор-реставратор, отсидевший в «Крестах» (1919—1921) за офицерское прошлое, — выходец из скандинавской общины Санкт-Петербурга.
Сергей Юрьенен рос в Ленинграде у Пяти углов, в Гродно, Минске. Познакомившись с его стихами, белорусский поэт Владимир Лепёшкин, который был директором минской средней школы № 2, назначил девятиклассника Юрьенена редактором машинописного школьного журнала «Знамя юности». В качестве русскоязычного поэта выступал на белорусском радио и ТВ, на слёте творческой молодежи БССР, ЭССР, ЛитССР и ЛатССР в Риге. В Москве Юрий Казаков выловил из самотёка журнала «Молодая гвардия» первые рассказы Ю. и взял 16-летнего автора под свой творческий патронаж.
В Минске Ю. посещал литобъединение при газете «Знамя юности» в Доме печати БССР. В 1965 после обсуждения стихов и прозы был письменно уве́домлен об исключении за «подражание западным образцам (Хемингуэй, Ремарк)». В мае того же года на V съезде Союза писателей БССР был очевидцем и стенографом выступления Василя Быкова против цензуры. В Ленинграде на его прозу в 1966 обратил внимание Андрей Битов, предвестивший начинающему литератору трудную судьбу в советской литературе. После первой поэтической публикации (журнал , № 8, 1966) Ю. уничтожил подготовленный к печати дебютный сборник стихотворений и перешёл на прозу. Учился (1966—1967) на факультете журналистики Белорусского государственного университета, затем (1967—1973) на филологическом факультете МГУ имени М. В. Ломоносова.

### Невозвращенец
В МГУ подружился с Михаилом Эпштейном. Там же познакомился со студенткой из Парижа Ауророй Гальего, которая была дочерью члена Исполкома Коммунистической партии Испании и будущего генсека Коммунистической партии народов Испании Игнасио Гальего (его в то время малолетний внук и сын Авроры — современный писатель и журналист Рубен Гальего). Был представлен Долорес Ибаррури. Почётный президент КПИ, Ибарурри явилась «крестной матерью» международного брака (1974), изменившего жизнь подпольного писателя. Юрьенен работает в самом либеральном журнале того периода «Дружба народов» — выездной корреспондент (Таджикистан, Белоруссия), редактор, заместитель начальника отдела очерка. Участник совещаний молодых писателей, Всесоюзного и общемосковского. Лауреат премий журналов «Студенческий меридиан» и «Дружба народов». В 1975 выезжает в Венгрию в составе «Поезда Дружбы» творческой молодежи Москвы. Летом 1976 по гостевой визе проводит два месяца в Париже, где работает ремонтным рабочим в Версале и мойщиком небоскребов в Курбевуа, на «малой родине» Селина. На первый парижский заработок приобретает в магазине ИМКА-Пресс на рю Сент-Женевьев де Монтань книгу Александра Солженицына «Архипелаг ГУЛаг». 21 сентября 1977 становится членом Союза писателей СССР (Московское отделение).
В 1977 году по гостевой визе снова выезжает во Францию. В Париже обращается с просьбой о политическом убежище, которое ему с женой и 4-летней дочерью Аней предоставляется в конце того же года. В интервью политическому директору газеты «Фигаро» Роберу Ляконтру Юрьенен заявляет о неприемлемости альтернативы — подполье или конформизм, о решимости оставаться «самим собой».

### Эмиграция

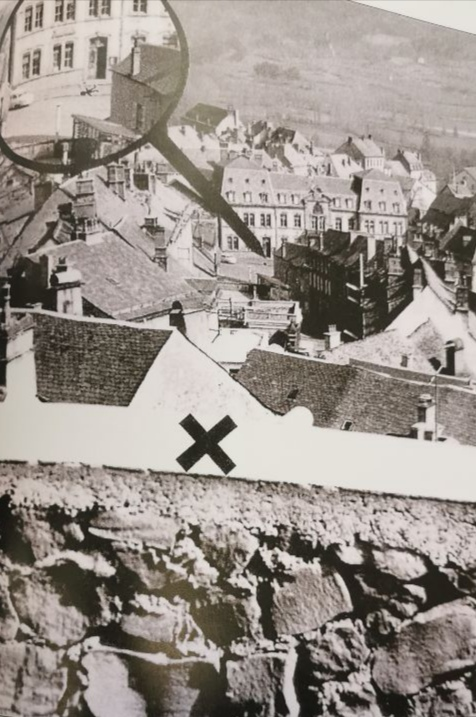
Первое издание романа «Вольный стрелок»

В то время, как КГБ в СССР заводил на Юрьенена дело о невозвращении, парижская эмиграция радушно встречала «невозвращенца». Рассказы и повести Ю. появились в журналах «Эхо» Владимира Марамзина и Алексея Хвостенко, «Континент» Владимира Максимова, в альманахе «Третья волна» Александра Глезера. Однако первый роман «Вольный стрелок» (впоследствии вызвавший особый энтузиазм у Василия Аксенова) был, по соображениям нравственности, отклонён эмигрантскими издательствами и впервые появился в переводе (А. Гальего) на французский. «Диссидент диссидентства», — писала газета «Монд» по поводу романа, который вызвал, что во Франции бывает нечасто, единодушие как левой, так и правой прессы. «Вне всякого сомнения, — резюмировал Лё Нуво Журналь, — мы присутствуем при событии экстраординарном: великий русский писатель родился во Франции». Дебютант вошёл в парижскую литературную среду, познакомился с такими международными звездами, как Эрика Йонг и Энтони Бёрджесс. Второй роман «Нарушитель границы» вышел во французском переводе под названием «Кампус Ломоносова, или Третье поколение». Литературная активность в Париже (1977—1984) вынужденно включила журналистику; публиковался в эмигрантской прессе Франции, Германии, США, как фрилансер работал в парижском бюро радио «Свобода». Выступал с лекциями о новой русской литературе в университетах Швейцарии и ФРГ. В секретном письме в ЦК КПСС председатель КГБ СССР Ю. В. Андропов расценил зарубежную активность писателя как «антисоветскую» (см. Советский архив Владимира Буковского, публикацию в газете «Сегодня», Москва, 20 сентября 1994 и на персональном сайте Ю.). Оставаясь в статусе политэмигранта во Франции, Ю. работал в Германии, в Мюнхене (1984—1995), где был членом Союза свободных немецких писателей и вёл активную литературную деятельность, а также в Чешской Республике, в Праге (1995—2005).
В 1990 году «перестроечным» тиражом в 300 000 экземпляров в СССР переиздан роман «Сделай мне больно», последовал «Сын империи, инфантильный роман». С 1991 года разрабатывает жанр, названный им «евророманом» («Беглый раб», «Холодная война», «Мальчики Дягилева», «Словацкий консул», «Суоми»). Литературному «возвращению» Ю., несколько запоздалому по сравнению с другими писателями-эмигрантами, сопутствовал известный драматизм, связанный с несогласованными переизданиями его книг, с попытками бросить тень на автора методом отождествления с персонажами; в нашумевшем случае с переизданием «Вольного стрелка» в защиту репутации Юрьенена выступила литературно-диссидентская общественность в стране (см. «Сегодня», 20.09.1994) и в эмиграции. Роман «Дочь генерального секретаря» (в журнальной публикации «Желание быть испанцем») в 1994 выдвигался на премию Букера. Премия за лучший рассказ газеты «Русский курьер», премия имени Набокова издательства «Третья волна» и альманаха «Стрелец». Переводился на английский, немецкий, французский, датский, венгерский, польский, литовский, болгарский и др. языки. В 2002 году уральское издательство «У-Фактория» выпустило трёхтомник избранных произведений.
В 2005 Юрьенен переезжает в США (Вашингтон, Нью-Йорк). Первый написанный в Америке роман «Линтенька, или Воспарившие» в 2009 году удостоился «Русской Премии» («серебро» в номинации «Крупная проза»). В 2010 году опубликована «Энциклопедия Юности» — результат соавторства с М. Н. Эпштейном. В 2011 издан большой роман о парижском периоде эмиграции «Dissidence mon amour» («Диссидентство моя любовь»). В 2015 — роман-«фактоид» «Фён», посвящённый мюнхенскому периоду. Литературную деятельность Ю. совмещает с издательской и редакционной. Заместитель главного редактора литературно-общественного журнала «Новый Берег» (Дания, Копенгаген). Основатель (вместе с женой Мариной Ками) Интернет-изд-ва Franc-Tireur USA и (в 2011 году) изд-ва Elephant Publishing.
Живёт в «Большом Нью-Йорке» — в городе Риджвуд, Нью-Джерси.
Член американского ПЕН-Центра.

### Книги

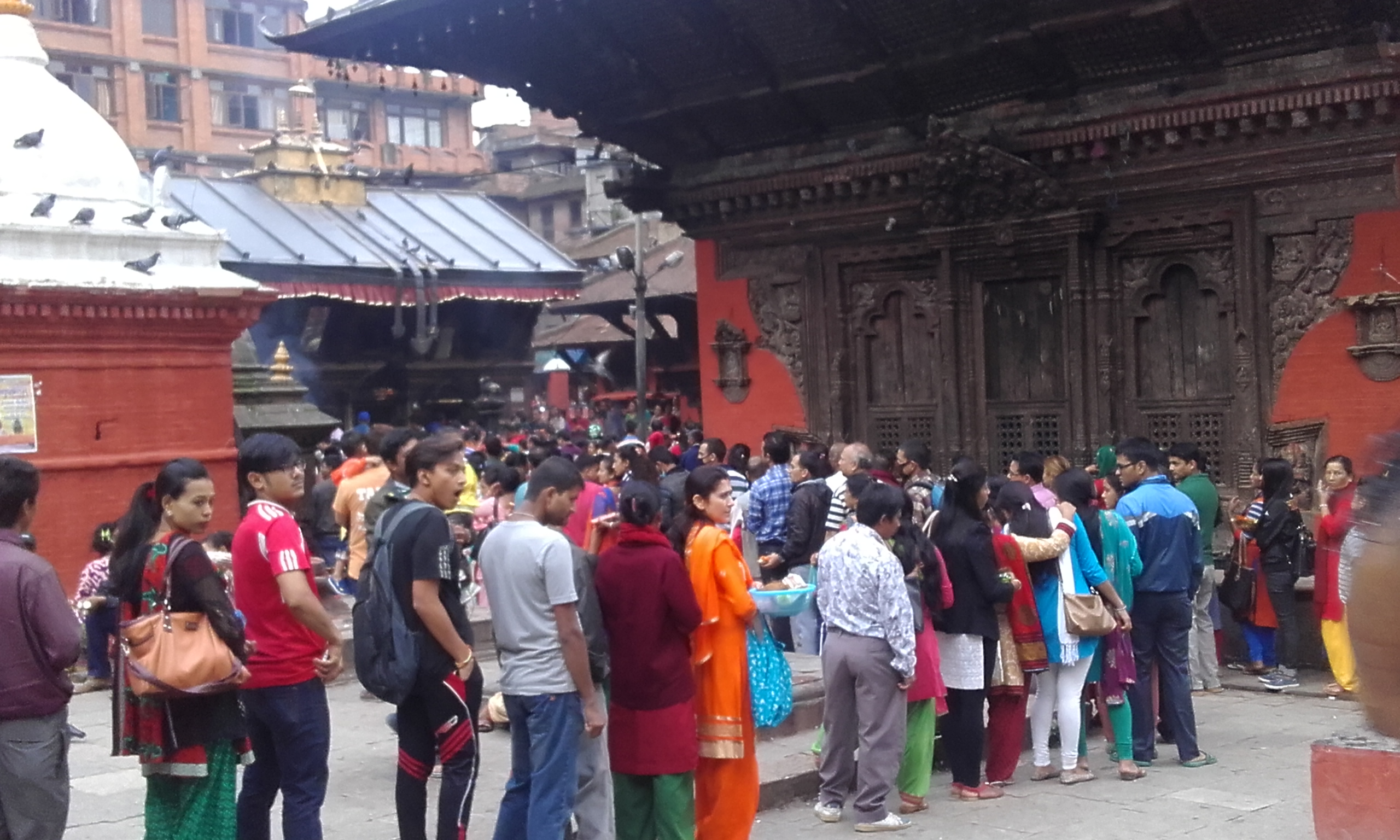
Первый «американский» роман.

- 1977 По пути к дому (Москва, Советский писатель)
- 1978 Под знаком Близнецов, Континент, № 17, Париж
  - По-французски — Sous le signe des Gémeaux, Continent N 6, Gallimard, Paris, 1980
  - Американское издание повести по-французски
  - Американское издание по-русски
- 1980 Le Franc-tireur, Paris, Acropole (ISBN 2-7144-1276-9)
- 1983 Freischutz, Munchen, Roitman Verlag, (ISBN 3-923510-05-5)
- 1984 Вольный стрелок, Третья волна, Париж — Нью-Йорк
  - Российское переиздание — «Избранное, или Вольный стрелок», Третья волна, Москва — Париж — Нью-Йорк, 1994 (ISBN 5-7598-0002-1)
  - Американское переиздание 2008 (ISBN 978-1-4357-2781-6)
- 1985 The Marksman, Quartet Books London — Melbourne — New York (ISBN 0-7043-2492-X)
- 1986 Нарушитель границы, Третья волна, Париж — Нью-Йорк (Library of Congress Catalog # 86-24980; ISBN 0-937951-06-4)
  - Советское переиздание — Волга-Урал, Уфа, 1991 (ISBN 5-7599-0002-1)
  - Французское издание — Lomonossov campus ou la Troisième génération, Paris, Acropole (ISBN 2-7357-0039-9)
    - The Trespasser. Нарушитель границы. Американское переиздание 2008
- Сын империи, инфантильный роман, Ardis Publishers USA (hard cover — ISBN 0-87501-002-4, soft — ISBN 0-87501-003-2)
  - The Lynx/An extract from Son of the Empire: An Infantile Novel
- 1988 Сделай мне больно, Зеркало, Тель-Авив
  - Советское переиздание — Сделай мне больно, Приложение к журналу «Литературные записки», Москва, 1990 (Тираж 300 000 экз)
- 1991 Беглый раб, Евророман
- Скорый в Петербург, Ardis Publishers USA (ISBN 0-87501-071-7)
  - [The Petersburg Express. Boston University’s literary magazine AGNI # 38 https://web.archive.org/web/20090102192755/http://www.bu.edu/agni/authors/S/Serge-Iourienen.html]
- 1992 Сын империи. Роман. Рассказы, Москва, Радуга (ISBN 5-05-004011-6)
- 1999 Дочь генерального секретаря, Москва, Внешсигма (ISBN 5-86290-381-5)
- 2002 Сергей Юрьенен (1) Беглый раб, Сделай мне больно, Сын Империи. Екатеринбург, У-Фактория (ISBN 5-94799-057-1)
- Сергей Юрьенен (2) Фашист пролетел. Екатеринбург, У-Фактория (ISBN 5-94799-056-3)
- Сергей Юрьенен (3) Дочь генерального секретаря. Екатеринбург, У-Фактория (ISBN 5-94799-058-X)
- 2005 Суоми, евророман — Знамя, 5, 2005
- 2006 Входит Калибан, Запасный Выход, Москва, (ISBN 5-98726-023-X)
- 2007 Ива Джима
  - Словацкий консул
  - Холодная война
  - Союз сердец. Разбитый наш роман, книга 1. Пара на Пушкинской (ISBN 978-1-4357-2795-3)
  - Книга 2. Передний край борьбы (ISBN 978-1-4357-2809-7)
  - Груди Цецилии (ISBN 978-0-557-03431-4)
  - Были и другие варианты (ISBN 978-0-557-03438-3)
  - На крыльях Мулен Руж (ISBN 978-1-4357-2755-7)
  - Мальчики Дягилева (ISBN 978-1-4357-2737-3)
  - Эмигрантка Эмма (ISBN 978-1-4357-2815-8)
- 2008 Линтенька, или Воспарившие (ISBN 978-1-4357-2202-6)
  - Spy Museum/Музей шпионажа (ISBN 978-0-557-02092-8)
  - ЕВРОроманы (ISBN 978-0-557-04172-5)
- 2009 Воскрешая председателей (ISBN 978-0-557-05577-7)
  - Энциклопедия Юности — совместно с Михаилом Эпштейном (ISBN 978-0-557-16239-0)
- 2010 Текст ведущего, или Содеянное на свободе — Нон-фикшн I (ISBN 978-0-557-73230-2)
  - Воскреснуть в Америке — Нон-фикшн II (ISBN 978-0-557-72286-0)
  - LE VIOLEUR DE FRONTIÈRES — новое издание романа «Нарушитель границы» по-французски — (ISBN 978-0-557-72811-4)
  - Обращённая вперед: Оригиналы в переводе. Представляет Сергей Юрьенен — (ISBN 978-0-557-75350-5)
  - A U R O R A — совместно с Ауророй Гальего (ISBN 978-0-557-97120-6), а также как E-Book (978-1-4357-7822-1)
- 2011 DISSIDENCE MON AMOUR («ДИССИДЕНТСТВО МОЯ ЛЮБОВЬ»). Роман. (ISBN 978-1-257-43625-5)
  - В ГРАФСТВЕ ОРАНСКОМ. Роман (ISBN 978-1-105-27334-6)
- 2012 САНКТ-ПЕТЕРБУРГ, СССР. АНТОЛОГИЯ НА ТЕМУ. (ISBN 978-1-300-06678-1)
- 2015 Ф Ё Н Фактоид. (ISBN 978-1-312-79723-9)
- 2016 Л И П С И Исторический роман. (ISBN 978-1-329-63605-7)

### Переводы
Первые переводы Ю. с английского — рассказы и верлибры Нормана Мейлера из сборников «Самореклама» и «Каннибалы и христиане» ходили по рукам в МГУ на Ленинских горах. Первые переводы с французского (совместно с А. Гальего) — «Герострат» Жан-Поля Сартра, «Выдвижной ящик» франко-английской феминистки Николь Вард Жув — по цензурным соображениям отклонялись журналами как метрополии, так и эмиграции. Впервые на русский Ю. (совместно с А.Гальего) перевёл памфлет «Mea culpa» и другие вещи Л.-Ф. Селина, роман Эмманюэля Бова «Мои друзья», а также рассказы и стихотворения Чарльза Буковски. Среди опубликованных переводов — тексты писателей США (Раймонд Карвер, Барри Хэнна, Тобайес Волфф, Тим О’Брайн, Эндрю Вокс, Джой Уильямс, Питер Вирек, Стивен Добинс, Элмор Леонард, Карл Вагнер, Михаил Иоссель), Канады (Тимоти Финдли), Франции (Поль Моран, Пьер Эрбар, Луи Арагон, Жорж Бельмон, Жан Кассу), Испании (Хосе Луис де Вилайонга, Хорхе Семпрун), Литвы (Саулюс Томас Кондротас).

### Радио Свобода
Один из деятелей Петербургской Второй культуры так оценивал роль Ю. на RFE/RL: «Думаю, не случайно Сергей Юрьенен — не только писатель, но и ведущий культурной программы Радио Свобода „Поверх барьеров“ — „кормилец“ и „работодатель“ многих бедствующих на чужбине русских литераторов, то есть добросовестный „сеятель на ниве родной словесности“… И, вероятно, войдёт в историю русской литературы именно в этом двойном качестве: писателя-ведущего».
Больше четверти века (1978-2005) Ю. — получивший за это благодарственное письмо Президента США - занимался на Радио Свобода культурной тематикой с эмфазой на литературу. Комментатор и обозреватель в Париже (1978-1984), аналитик (1984-1986), ответственный редактор по культуре в Мюнхене (1986-1995), помощник директора по культуре в Праге (1995-2004). Среди «хайлайтов» Ю. — мониторинг предперестроечных политических событий «сквозь литературу» в период 1978-87; реформа культурных программ в середине 80-х; инициация джазовой программы Дмитрия Савицкого; «Экслибрис», посвящённый Иосифу Бродскому и вышедший в эфир сразу после объявления в Стокгольме Нобелевского лауреата по литературе 1987 года; «радиофильм» по повести «Невозвращенец» Александра Кабакова; издательский проект «У микрофона Радио Свобода…» и выпуск его первой (и последней) «звуковой» книги, посвящённой Александру Галичу, а также см.; курс на «новую литературу» (Татьяна Щербина, Михаил Эпштейн, Михаил Берг, Владимир Сорокин, Дмитрий Александрович Пригов, Виктор Пелевин, Игорь Яркевич, Александр Терехов, Дмитрий Добродеев, Маруся Климова и др.); эфирная декада «нового» московского журналиста Игоря Мартынова; получившая резонанс в России радиокампания за «сверхкраткий рассказ» («short-short»); многолетний цикл о неизвестном по-русски в американской и других литературах мира; содействие возникновению, как писателя, Рубена Давида Гонсалеса Гальего. Среди программ Ю. — «Писатель на 'Свободе'», «Кинодвадцатки», Мировая и Русская, «Кинозал 'Свободы'», «Говорит и представляет Радио Свобода», «Концертный зал Радио Свобода», «Впервые по-русски», «Песни без границ».
Самая старая программа РС «Поверх барьеров» звучит по сей день, пережив в эфире своего создателя: Ю. основал эту программу, как «культурно-политический журнал» вместе с литературным приложением «Экслибрис» ещё в 1986 году — в мюнхенский, «золотой» период этого радио — с подрывным умыслом резонанса либеральных инициатив Кремля.

### Издательство «Franc-Tireur USA»
В США вместе с Мариной КАМИ Ю. основал издательство «[http://stores.lulu.com/store.php?fAcctID=1769088 (недоступная+ссылка) Franc-tireur USA] (недоступная ссылка)» на самиздатской платформе компании Lulu. Руководствуясь испытанным принципом «поверхбарьерности», за пять лет (2008-13) Franc-Tireur USA выпустил сотни книг русскоязычных зарубежных, метропольных, а также иноязычных авторов. Книги издательства рецензируются в русскоязычной периодике мира, им присуждались литературные премии. Международный совет издательства: Дмитрий Бавильский (РФ), Николай Боков (Франция), Александр Кабаков (РФ), Марина Ками (США), Марио Корти (Италия), Hélène Menegaldo (Франция), Андрей Назаров (Дания), Михаил Эпштейн (США).

### Премия «Вольный стрелок: Серебряная пуля»
Присуждается за лучшие книги «Franc-Tireur USA». Не имеет денежного приза — победитель получает памятный диплом и серебряную пулю (символ «Вольного стрелка»).
Лауреатами 2009 года стали Владимир Загреба (Париж), Александр Кузьменков (Братск) — в номинации «Большая прозаическая форма», Анатолий Курчаткин (Москва) и Лев Усыскин (СПб) — в номинации «Малая прозаическая»; Маргарита Меклина (Сан-Франциско), Аркадий Драгомощенко (СПб), а также Игорь Мартынов (Москва) — в номинации «Литература факта». Лауреатом премии «Вольный стрелок» читательских преференций стал Александр Волынский (Минск).
Лауреатами 2010 года стали прозаики Елена Георгиевская (Кенигсберг/Калининград), Михаил Берг (США), Олег Разумовский (Смоленск), Владимир Батшев (Франкфурт-на-Майне), Геннадий Абрамов (Москва), Инна Иохвидович (Штутгарт). Все были награждены «по совокупности текстов», опубликованных в издательстве. Журналист Валерий Сандлер (США) получил премию за популярную книгу «Чем дальше, тем роднее» — сборник интервью с деятелями русского Зарубежья.
2011 — прозаик, журналист Игорь Мальцев (Москва).
2012 — писатели Дмитрий Добродеев (Прага) и Сергей Солоух (Кемерово).
2013 — Алёна Браво (Борисов).
2014 — Андрей Бычков (Москва), Валерий Дёмин (Владивосток), Владимир Лидский (Бишкек) и Роман Шмараков (Тула).
2015 — Белка Браун (Калгари, Канада) и Светлана Храмова (Франкфурт-на-Майне).
2016 — Анатолий Головков (Москва; Израиль).
2017 — Игорь Шестков (Берлин) и Виктор Родионов (Луисвилл, штат Кентукки, США)
Как заявил Юрьенен: «Серебряная пуля — это единственное средство против оборотней, вампиров и прочей нечисти. Помимо защитных функций, серебро — металл, который ассоциируется с человеческой душой».

### Интервью
- Сергей Юрьенен: «В Беларуси я стал антисоветчиком…» (недоступная ссылка) Интервью Максиму Плотникову // «Народная Воля». Минск, аўторак 28 ліпеня 2015 г.
- [http://vobninske.ru/blog/chaspik/4319.html (недоступная+ссылка) Вертикаль риска] (недоступная ссылка). Интервью Владимиру Бойко // Час Пик. — 4 марта 2011 года.
- Вольный стрелок выбрал Америку. «В Новом Свете» (Издаётся при участии газеты «Московский комсомолец»), Нью-Йорк, # 37 (758) 11-17 сентября 2009, стр. 28-29
- [http://lavkaknig.ru/lk/print.php?news.39 (недоступная+ссылка) Певец «замороженного» поколения.] (недоступная ссылка) Единый Российский портал, 22.06.09
- Американский европеец. «Русская Германия» N-46/2008
- «Я всю жизнь живу в кризисе. Это моё естественное состояние». «Журналист» (Учебная газета журфака МГУ) № 8 (1143) 31 октября 2008 с. 22-23
- Оптика разлуки
- «Внутренняя Монголия»
- «Весть наша — про любовь»
- Невозвращенец — это особь судьба
- Замысливший побег
- В литературе идёт процесс деления клеток, Независимая газета, № 155 (831) 17 августа 1994 г.
- Новая литература после путча, The Russian Courier/Русский курьер, Нью-Йорк — Москва — Париж, № 4 (47), февраль 1992.
- Paris Match, 4 avril 1986.
- «Беседа с Сергеем Юрьененым», Русская мысль, № 3201 27 апреля 1978
- Несколько слов по поводу оставленной арены, Русская мысл, № 3196 23 марта 1978
- Serguei Iourienien: «Notre generation est sans illusion et sans joie», Le Figaro dimanche, Sav.25-Dim.26 fevrier 1978